# Rajmund Kocbek
Rajmund Kocbek, slovenski slikar, * 1952, Maribor.
Slikarstvo je študiral na Akademiji za likovno umetnost in oblikovanje v Ljubljani, pri profesorjih Gabrijelu Stupici, Štefanu Planincu in Janezu Berniku. Pri slednjem je leta 1981 tudi diplomiral. Od takrat živi in ustvarja v Kopru. Z razstavami se predstavlja le redko.